# Sara Caroli
Pour les articles homonymes, voir Caroli.
Sara Caroli est une joueuse italienne de volley-ball née le 16 février 1979 à Faenza en Italie. Elle mesure 1,82 m et joue au poste de centrale.

## Clubs
| Club                       | Pays   | De        | À         |
| -------------------------- | ------ | --------- | --------- |
| A.S. Volley Faenza         | Italie | 1993-1994 | 1994-1995 |
| Teodora Ravenna            | Italie | 1996-1997 | 1997-1998 |
| Volley 2002 Forlì          | Italie | 1998-1999 | 1998-1999 |
| Volley Cavazzale           | Italie | 2001-2002 | 2002-2003 |
| Volley Altamura            | Italie | 2003-2004 | 2003-2004 |
| Romanelli Volley           | Italie | 2004-2005 | 2004-2005 |
| Minerva Volley Pavia       | Italie | 2005-2006 | 2010-2011 |
| Volley Gropello Cairoli    | Italie | 2011-2012 | 2012-2013 |
| Pallavolo Florens Vigevano | Italie | 2013-2014 | …         |